# Kadıköy Haldun Taner Sahnesi
Kadıköy Haldun Taner Sahnesi je divadlo, které se nachází v Kadıköy v Istanbulu. Je ve vlastnictví města a provozují ho Městská divadla (Şehir Tiyatroları). Je pojmenováno na počest tureckého dramatika Halduna Tanera (1915–1986).

## Historie a popis
Stojí na náměstí İskele Meydani. Budova, která hostí divadlo, byla postavena jako první moderní tržnice v Istanbulu mezi lety 1925 až 1927. Pro objekt se nenašel deset let nájemce a tak ji využívali hasiči, a některé části sloužily jako skladiště pro vraky vozidel. Takto byla používána od roku 1940 až do poloviny 70. let.
Po kompletní rekonstrukci v roce 1984 byla stavba v roce 1986 přidělena istanbulské univerzitě jako konzervatoř. Nakonec bylo přízemí budovy v roce 1989 přeměněno na divadlo.
Kapacita divadla je 286 osob.